# راست‌گرایی آلترناتیو

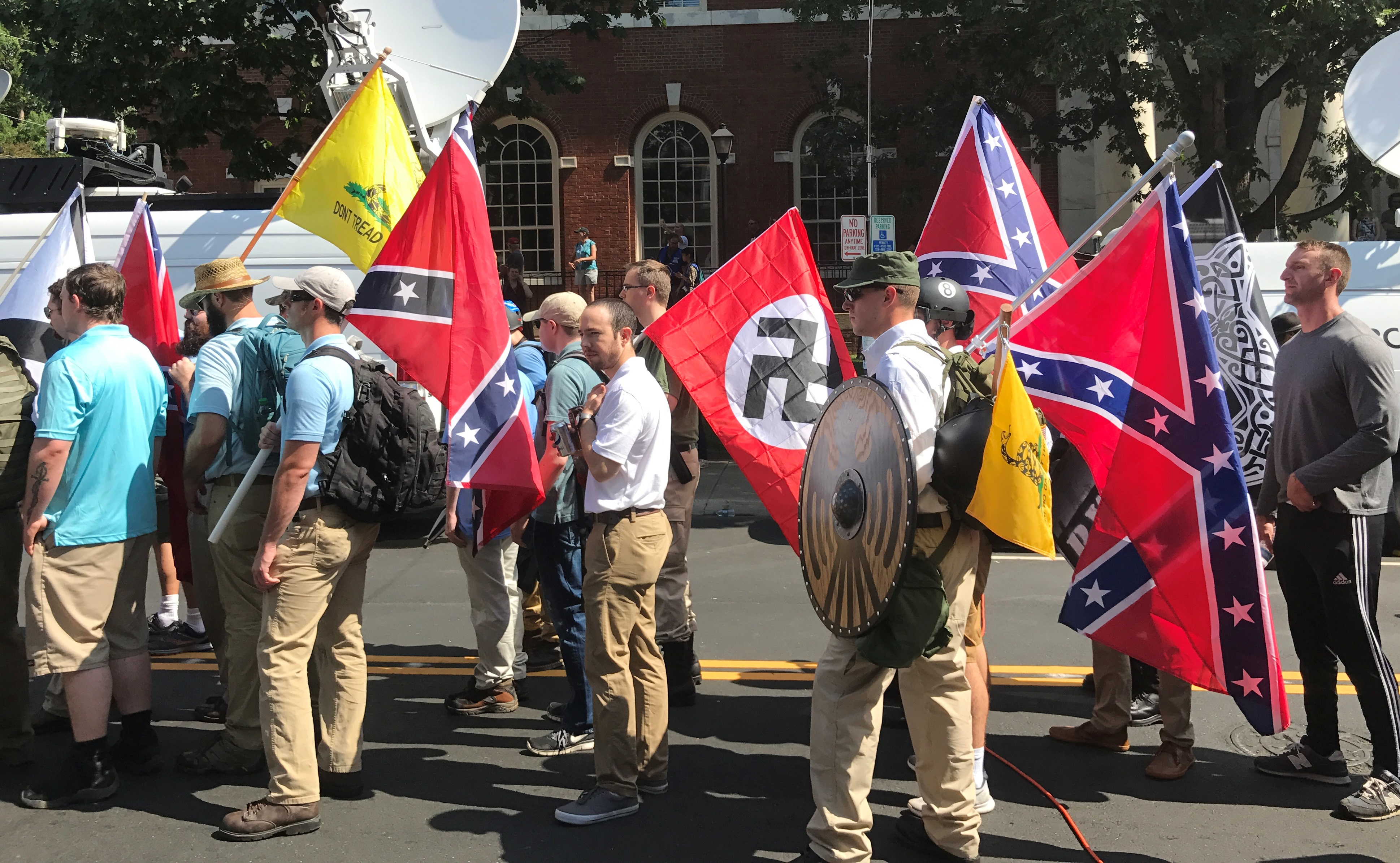
راستگرایان آلترناتیو برجسته در سازماندهی راهپیمایی "متحد راست" در شارلوتزویل، ویرجینیا در اوت سال ۲۰۱۷ مؤثر بودند. در اینجا، شرکت کنندگان در راهپیمایی پرچم‌های نبرد کنفدراسیون، پرچم‌های گادسدن و پرچم نازی را حمل می‌کنند.

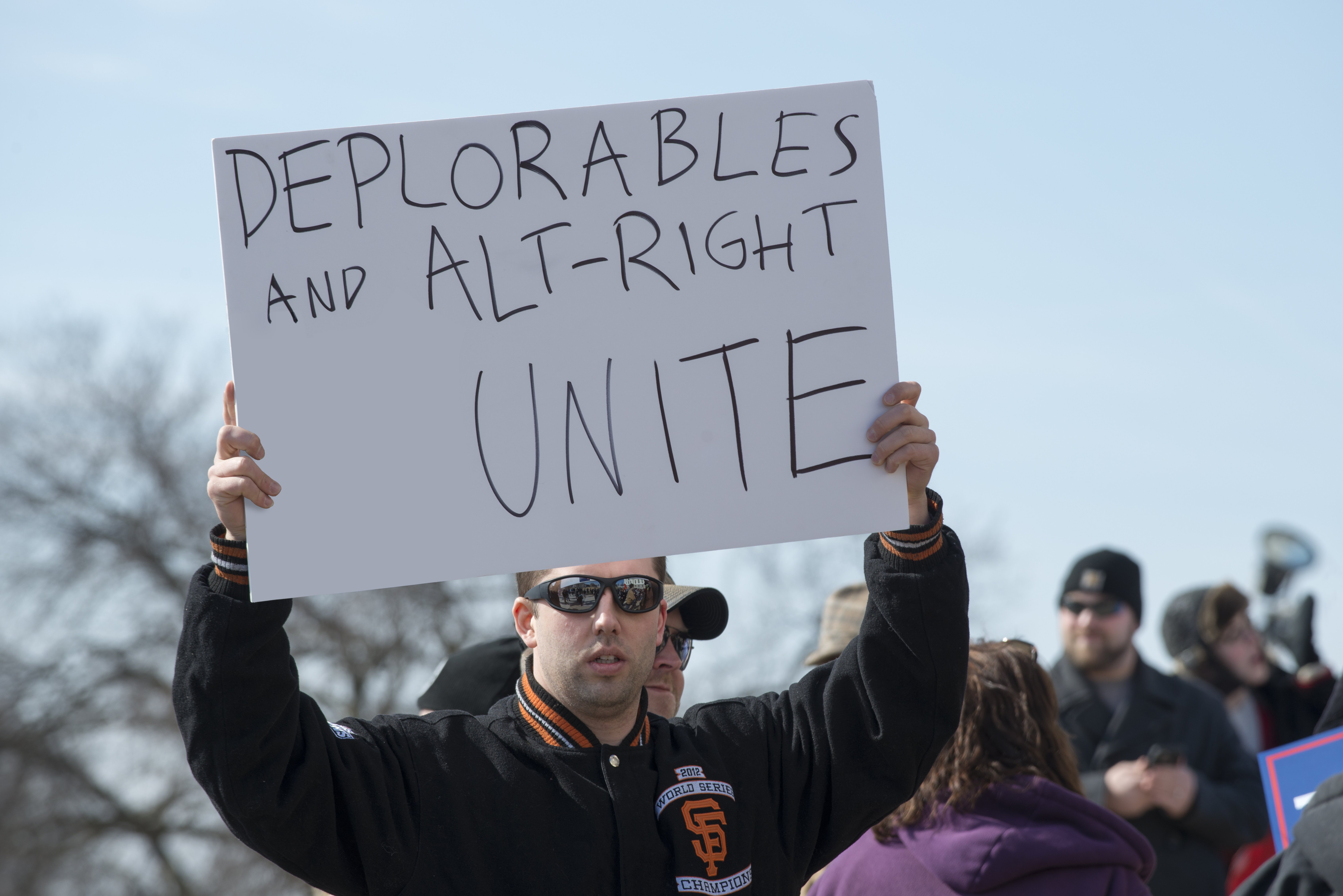
راست‌گرای آلترناتیو؛ حامی دونالد ترامپ در ۴ مارس ترامپ در سنت پاول، مینه سوتا.

راست‌گرایی آلترناتیو (به انگلیسی: Alt right) یک جنبش ناسیونالیست سفیدپوست که تاحدودی با سیاست‌های راست تندرو در ارتباط است میباشد. این گرایش یک کنش‍گری عمدتاً آنلاین راستگرایانه در ایالات متحده است که در سال ۲۰۱۰ ایجاد شد، هرچند از آن زمان تاکنون در کشورهای مختلف نیز دیده شده. این اصطلاح که به‌طور دقیق نیز تعریف نشده، به کرات توسط کسانی که خود را "راست‌گرایان آلترناتیو" معرفی میکنند، مفسران رسانه و دانشگاهی‌ها مورد استفاده قرار گرفته‌است. گروه‌هایی که به عنوان راست آلترناتیو شناخته شده‌اند از گرایش‌هایی چون برتری طلبی سفید پوستان، مردسالاری، محدودیت‌های شدید مهاجرتی، انکار هلوکاست، همجنس‌گراهراسی، ضد کمونیسم، ضد فمنیسم، اسلام ستیزی، یهودستیزی حمایت کرده‌اند.
در سال ۲۰۱۰، ریچارد بی اسپنسر ، ملی‌گرای سفیدپوست آمریکایی برای انتشار ایده‌های خود، وب سایت اینترنتی با نام راست‌گرایی آلترناتیو را راه اندازی کرد. «راست‌گرایی آلترناتیو» اسپنسر تحت تأثیر اشکال پیشین ناسیونالیسم سفید آمریکایی، همچون پیلیومحافظه‌کاری، روشنگری تاریک و ناول درویت قرار داشت. منتقدان، آن را مسئول تازه‌سازی چهره برترپنداری نژاد سفید دانستند.